# Titularbistum Alabanda
Alabanda ist ein Titularbistum der römisch-katholischen Kirche. 
Es geht zurück auf einen untergegangenen Bischofssitz in der antiken Stadt Alabanda in der kleinasiatischen Landschaft Karien. Der Bischofssitz war der Kirchenprovinz Stauropolis zugeordnet.
| Titularbischöfe von Alabanda |                                                     |                                                                                |                  |                   |
| Nr.                          | Name                                                | Amt                                                                            | von              | bis               |
| 1                            | William O’Carroll OP Titularerzbischof pro hac vice | Koadjutorerzbischof von Port of Spain (Trinidad und Tobago)                    | 1871             | Oktober 1880      |
| 2                            | Rocco Leonasi                                       | Koadjutorbischof von Anglona-Tursi (Italien)                                   | 30. März 1882    | 14. März 1883     |
| 3                            | Giuseppe Francica-Nava de Bontifè                   | Weihbischof in Caltanissetta (Italien)                                         | 9. August 1883   | 24. Mai 1889      |
| 4                            | John Brady                                          | Weihbischof in Boston (USA)                                                    | 19. Juni 1891    | 6. Januar 1910    |
| 5                            | Josip Lang                                          | Weihbischof in Zagreb (Kroatien)                                               | 26. Februar 1915 | 1. November 1924  |
| 6                            | François Chaize MEP                                 | Apostolischer Koadjutorvikar von Hanoi Apostolischer Vikar von Hanoi (Vietnam) | 12. Mai 1925     | 23. Februar 1949  |
| 7                            | José María García Graín OP                          | Apostolischer Vikar von Puerto Maldonado (Peru)                                | 10. März 1949    | 27. Mai 1959      |
| 8                            | Michel Ntuyahaga                                    | Apostolischer Vikar von Usumbura (Ruanda)                                      | 11. Juni 1959    | 10. November 1959 |
| 9                            | James William Malone                                | Weihbischof in Youngstown Apostolischer Administrator von Youngstown (USA)     | 2. Januar 1960   | 2. Mai 1968       |